# Neuquén (rivier)
De Neuquén is een rivier in de gelijknamige provincie Neuquén in Argentinië.
De bron ligt op 2300m hoogte in de Andes.
Vlak bij de stad Neuquén komt de rivier uit in de rivier de Limay.
- Virtual International Authority File: 244612356